# برج بن غاطي
مساكن برج بن غاطي جاكوب وشركاه هو أطول برج سكني مقترح في العالم في دبي ، الإمارات العربية المتحدة . أبرمت شركة التطوير العقاري بن غاطي شراكة مع جاكوب وشركاه ، مصمم مجوهرات راقية ، لبناء المبنى ، على الرغم من عدم الكشف عن الارتفاعات ، تقديرات الارتفاع باستخدام المفهوم الفني وبالقرب من المباني لتوسيع نطاقها ، فإن ارتفاع المباني هو ~ 500 م - ~ 600 م عالية. صاحب الرقم القياسي الحالي الذي يجب تجاوزه هو برج سنترال بارك الذي يبلغ ارتفاعه 472 مترًا في مدينة نيويورك.

## روابط خارجية
- binghatti.com/projects/burj-binghatti - official website
- opr.ae/projects/burj-binghatti-jacob-co-residences-business-bay-dubai - technical specification & floor plans of residential units of the Burj Binghatti
- propsearch.ae/dubai/burj-binghatti-jacob-co-residences - tower location information, distances to the key places of Dubai
- cdn.metropolitan.realestate/brochures/burj-binghatti-jacob-co.pdf - official developers brochure about the Burj Binghatti project